# Garcí Manuel de Carbajal
Don Garcí Manuel de Carbajal (Plasencia, ... – ...; fl. XVI secolo) fu un tenente e conquistador spagnolo che fondò la città di Arequipa in Perù, il 15 agosto 1540, chiamandola La Villa Hermosa de Arequipa.

## Biografia
Carbajal nacque in Estremadura, Spagna, ed esplorò l'odierna Arequipa come emissario del conquistador spagnolo Francisco Pizarro.
Poco dopo la cattura ed esecuzione di Atahualpa e dopo che la conquista dell'impero Inca fosse conclusa, Francisco Pizarro inviò numerosi delegati in giro per il Perù, con l'obbiettivo di fondare nuove città e consolidare il proprio potere nei nuovi territori. Tra queste spedizioni si trovava quella che avrebbe fondato la città di Arequipa: la delegazione spagnola, guidata da Carbajal, seguì il suggerimento di Pizarro e si diresse verso il Perù meridionale. Durante l'esplorazione, Carbajal ed i suoi uomini raggiunsero la costa di Camaná, e vi si insediarono per breve tempo. In poco tempo molti uomini iniziarono a soffrire di febbre ed altre malattie, e quindi decisero di cercare un posto più sano ed ospitale per abitarci.
Decisero quindi di dirigersi nell'entroterra, raggiungendo il luogo in cui oggi sorge la cattedrale di Arequipa, piantandovi una croce. Altri storici locali ipotizzano che Carbajal abbia scelto questo luogo per la piazza principale a causa della maestosa vista del vulcano sullo sfondo. Carbajal iniziò a progettare la rete stradale come chiestogli da Pizarro.

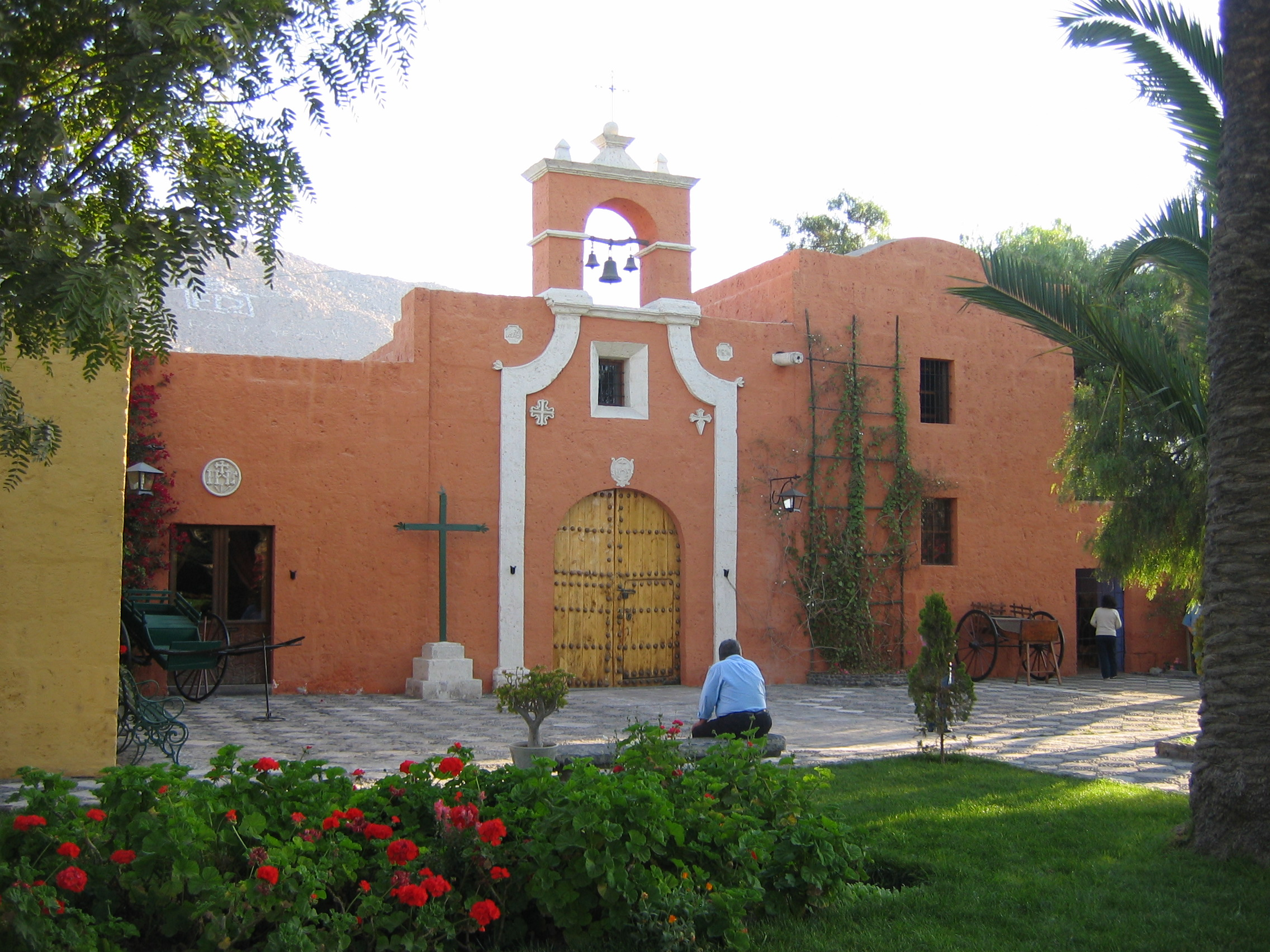
La casa di Carbajal, oggi restaurata

Altri lavori in città furono svolti sotto la guida diretta di Carbajal, in consultazione con Pizarro ed i suoi uomini. Alcuni racconti dicono che lo stesso Pizarro fu ad Arequipa nel 1539 con l'intenzione di partecipare alla sua fondazione, ma dovette ripartire immediatamente per sedere al tavolo delle trattative di pace con Manco II a Yucay (30 km da Machu Picchu). Dello sviluppo di Arequipa negli anni seguenti si conosce poco. Carbajal, nel frattempo, decise di costruirsi un quartiere residenziale che chiamò La Mansión del Fundador, situato sulla riva del fiume Socabaya, nella piccola cittadina di Huasacache (a 20 km dalla Plaza de Armas, quella della cattedrale).
Nel corso dei secoli la casa andò in rovina, ma fu restaurata all'inizio del 1980, ed oggi è mèta turistica dopo essere passata molte volte di proprietà. Quando Carbajal morì, nessuno seppe dove fu sepolto il corpo, anche se le leggende locali parlando di una sepoltura avvenuta sotto alla cattedrale di Plaza de Armas ad Arequipa, proprio come per Francisco Pizarro a Lima.